# Lodi (Schiff)
Die Motorfähre Lodi ist eine Autofähre auf der Fährlinie Konstanz–Meersburg auf dem Bodensee. Sie ist mit einer Länge von 81,80 Metern die längste Fähre, die auf dem Bodensee verkehrt.
Die Lodi ist die 13. Bodenseefähre der Stadtwerke Konstanz. Die Schiffstaufe fand am 8. Mai 2010 statt, davor trug sie den Baunamen FS 2010 (für „Fährschiff 2010“); sie hätte die Fritz Arnold ersetzen sollen.
Der Schiffsname „Lodi“ ist der Name der Konstanzer Partnerstadt Lodi in der Lombardei (Italien).

## Vorgeschichte
Die Entscheidung für den Fährneubau fiel aufgrund der Tatsache, dass die Fontainebleau, das achte Fährschiff der Stadtwerke Konstanz und das vierte Fährschiff der Thurgau-Klasse, seit ihrer Inbetriebnahme 1970 keine grundlegende Modernisierung erhalten hatte und die erforderlichen Maßnahmen unrentabel teuer zu werden drohten. So erhielt nach einer europaweiten Ausschreibung die Bodan-Werft in Kressbronn von den Stadtwerken Konstanz die Auftragserteilung mit einem Volumen von 11 Millionen Euro.

## Baugeschichte

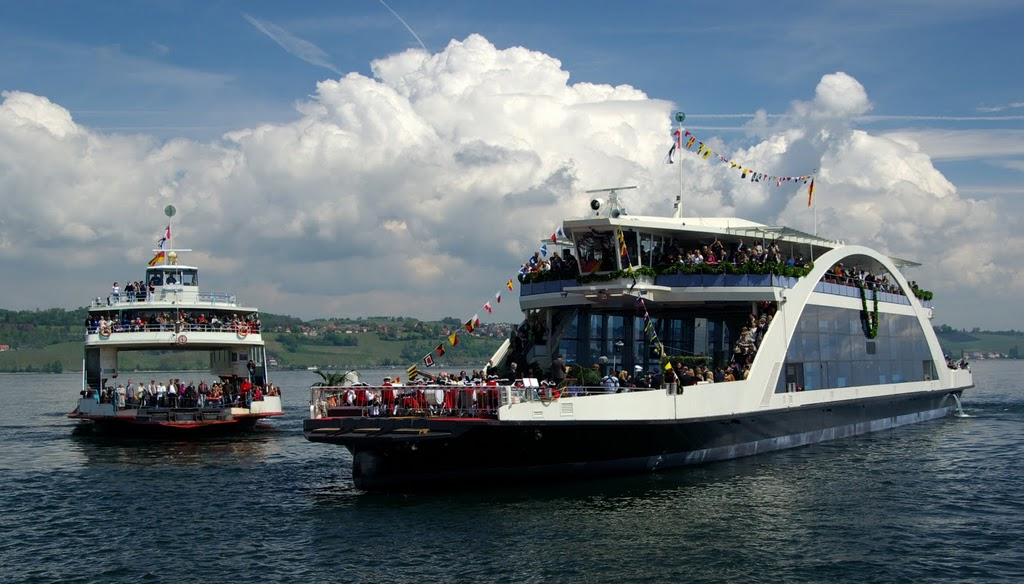
Die Lodi mit verhülltem Namen vor der Schiffstaufe (links hinten die Fritz Arnold)

Ende Juli 2008 waren die ersten Materiallieferungen für die neue Fähre auf der Bodan-Werft in Kressbronn angekommen.
Die Kiellegung der Lodi fand am 1. Oktober 2008 statt. In dem offiziellen Akt wurde die Baunummer vom Konstanzer Oberbürgermeister Horst Frank, Krister Hennige (Chef des Fährbetriebs der Stadtwerke Konstanz), Konrad Frommer und Kuno Werner (Geschäftsführer) eingeschlagen.
Teile der neuen Fähre wurden im polnischen Stettin gefertigt und einzeln an den Bodensee transportiert. In der Bodan-Werft in Kressbronn am Bodensee wurden die Segmente wieder zusammengesetzt. Da die Bauhalle dort nicht ausreichte, erfolgte der Bau teilweise unter freiem Himmel.
Der Stapellauf der Lodi erfolgte am 14. Oktober 2009 in Anwesenheit der Geschäftsführung der Stadtwerke Konstanz, die die etwa eine Stunde dauernde Aktion von Bord der Fritz Arnold aus beobachteten. Die Fritz Arnold wurde dabei zeitweilig als Schleppschiff für die Lodi eingesetzt. Ein Krängungsversuch fand im März 2010 mit vier neuen Niederflurbussen der Stadtwerke Konstanz GmbH, also rund 50 Tonnen Krängungsgewicht, statt.
Der feierliche Taufakt erfolgte am 8. Mai 2010 zwischen Konstanz und Meersburg auf dem Bodensee. Taufpatin war die für die Partnerschaft zuständige Stadträtin Giuliana Cominetti aus Lodi zusammen mit zwei Kindern, die im Vorfeld einen Malwettbewerb gewonnen hatten. Die Fähre wurde dabei von sechs Fährschiffen der Stadtwerke, die als Zuschauer-Schiffe dabei waren, umringt, zeitweise mit nur wenigen Metern Abstand.
Die Doppelendfähre ersetzte nicht wie ursprünglich angedacht die Fontainebleau, sondern die erst im Jahr 2003 mit Kosten von über 600.000 Euro mit neuen emissionsarmen Motoren ausgerüstete Fritz Arnold.

## Schiffsname
Im Herbst 2008 lief ein Bürgerantrag (bei 1500 Unterschriften) beziehungsweise Bürgerbegehren (bei 5000 Unterschriften), die Fähre mit dem Arbeitstitel „FS 2010“ in Anlehnung an die Konstanzer Städtepartnerschaft mit Lodi in der Lombardei in Norditalien „MF Lodi“ zu nennen, was schließlich auch erfolgreich war. Die Lodi ist damit nach der Fontainebleau und der Tábor die dritte Bodenseefähre, die nach einer Konstanzer Partnerstadt benannt wurde.

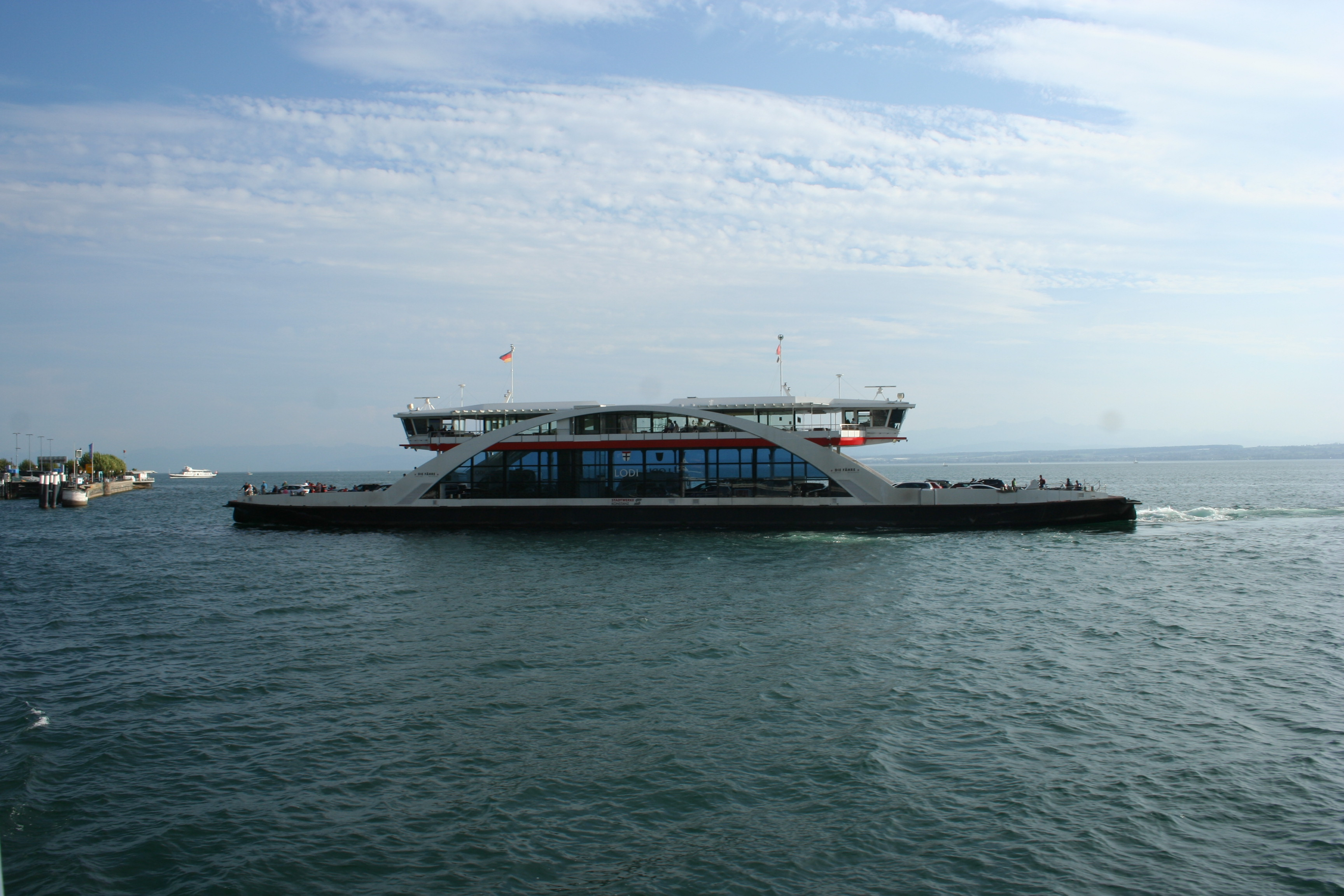
Bodenseefähre "Lodi" vor dem Hafen von Meersburg (Oktober 2023)

## Design
Die Lodi wurde nach dem Vorbild der Tábor gestaltet, die technischen Daten weichen jedoch voneinander ab. So ist die Lodi mit 82,37 Metern um einiges länger als die Tábor, die 72 Meter misst; im Vergleich zu ihrer Vorgängerin Fritz Arnold (54 m) ist sie rund 50 Prozent länger. Außerdem hat sie modernere Bestandteile, eine einfachere Struktur und weniger verschiedene Werkstoffe. Gegenüber der Tábor wurden bei der Konstruktion weitere technische Verbesserungen durchgeführt. Dazu zählen die verbesserte Treppenneigung (weniger steil), mehr Sitzplätze im Außenbereich, optimierte Sitzbankmaterialien, eine bessere Sicht vom Fahrgastdeck aus sowie eine vollständige Nutzung der vier Fahrbahnspuren.
Wie bei der Tábor ist die äußere Form mit den geschwungenen Stahlträgerbögen, die eine Brücke über den See symbolisieren sollen, und den großformatigen Glasfenstern charakteristisch für das Design der Lodi.
Beim Bau des Schiffes wurde, neben einer hohen Tragfähigkeit bei einem möglichst geringen Tiefgang, strikt auf Einsparungen beim Treibstoffverbrauch geachtet. Die zu diesem Zweck im Strömungskanal der Schiffbautechnischen Versuchsanstalt in Wien durchgeführten Tests mit einem Holzmodell (Maßstab 1:13) haben der Lodi einen Wulstbug eingebracht, was bis dato bei Doppelendfähren völlig ungebräuchlich war. Mit der großen Ladefläche wollen die Stadtwerke Konstanz die Wartezeiten verringern und die Kapazität mit den verbleibenden fünf anderen Fähren um zehn Prozent erhöhen.

## Technische Daten
- Länge: 82,37 m
- Breite: 13,4 m
- Gewicht: 720 t
- Motorisierung: 2 × MTU 8V 4000 M53R mit jeweils 746 kW (1014 PS)
- Antrieb: Dieselmechanisch, 2 × VSP 21 G
- Geschwindigkeit: 22 km/h
- Kapazität (Personen / PKW): 700 / 64
- Baukosten: 11 Mio. Euro